# Светозар Русинов
Светозар Русинов е български музикант, композитор и преподавател.

## Биография
Роден е на 1 януари 1933 г. в София. Завършва Българска държавна консерватория с кларинет в класа на проф. С. Димитров. От 1974 г. до началото на 1990-те години преподава саксофон и кларинет в Естрадния отдел на Консерваторията. Участва като саксофонист в оркестрите на цирка (1954 – 1956) и в Биг-бенда на БНР (1963 – 1970), като изпълнява соловите партии на много от пиесите и песните, записани в този период. Става популярен с лиричните мелодични песни, които създава през 1960-те. В началото на 1970-те свири в Германия, в различни немски оркестри. Започва да композира след постъпването си в Биг-бенда на БНР. Първите му поп песни като „Обичам те“ (в изпълнение на Йорданка Христова) и „Сребърни ята“ (в изпълнение на Георги Минчев) печелят популярност със своята мелодичност и се изпълняват от известните певци Георги Кордов, Паша Христова, Мими Иванова, Мария Нейкова. Участва с успех на фестивала „Златният Орфей“, радиоконкурса „Пролет“ и други фестивали и конкурси. Голяма част от песните му са включени в авторски албум (1984). Автор е на инструментални пиеси за биг-бенд и комбо-състав („Завръщане към бъдещето“). През 1990-те години Светозар Русинов композира главно църковна музика. Умира на 2 октомври 2000 г. в София.
Светозар Русинов е баща на музиканта Явор Русинов.

## Дискография
| Година | Албум                             | Вид     | Издател   | Каталожен номер              |
| ------ | --------------------------------- | ------- | --------- | ---------------------------- |
| 1971   | „Песни от Светозар Русинов“       | EP      | Балкантон | ВТМ 6228                     |
| 1973   | „Песни от Светозар Русинов“       | EP      | Балкантон | ВТМ 6589                     |
| 1983   | „Светозар Русинов. Избрани песни“ | LP      | Балкантон | ВТА 11242                    |
| 1989   | „Момичето с хубавите очи“         | LP и MC | Балкантон | LP: ВТА 12275, MC: ВТМС 7285 |

## Наградени песни
- 1967 г. – Втора награда на „Златният Орфей“ за песента „Созополска приспивна“ – изп. Георги Кордов
- 1968 г. – Награда от конкурс за София за песента „Софийска златна есен“ – изп. вок. квартет „До-ре-ми-фа“
- 1970 г. – Първа награда на радиоконкурса „Пролет“ за песента Яворова пролет – изп. М. Иванова, П. Христова и М. Нейкова
- 1976 г. – Специална награда на „Златният Орфей“ за песента „Пейте, другари чавдарци“ – изп. Панайот Панайотов